# Senkamanisken
El rey Senkamanisken (Senk-amani-sken), reinó en Kush (Nubia) con capital en la ciudad de Napata entre el 643 y el 623  a. C. Tomó por esposa a Nasalsa, hija de su antecesor Atlanersa, quien lo sobrevivió.

## Biografía
Senkamanisken, su nombre de nacimiento, tomó como nombre real Sekheperenre, y recibió como nombre de Horus Sehertawy, como nombre de Horus Dorado Weserpehti y como nombre de Nebty (o de las Dos Damas, Uadyet y Nejbet) Dihermaat.
A su muerte asumió el trono su hijo Anlamani quien reinó hasta el 593  a. C., cuando fue reemplazado por su hermano Aspelta. 
Su pirámide en la necrópolis de Nuri es la Nu.3. 
Senkamanisken completó un pequeño templo en Gebel Barkal comenzado por Atlanersa. En sus puertas colocó una estatua gigantesca, de aproximadamente 4 metros de alto, ahora en el Museo Nacional de Sudán. Los arqueólogos también encontraron tres estatuas más pequeñas que representan al rey, también en Gebel Barkal.
Las estatuas se encontraron enterradas, probablemente ocultas a raíz del ataque del faraón egipcio Psamético II sobre Kush en el 592 a. C. También se halló una esfinge con su nombre inscrito.
También se encontraron diversos objetos con su nombre grabado en Meroe lo que indica que la ciudad, futura capital tras el saqueo de Napata en la incursión de Psamético, ya era un sitio de relevancia. Entre esos objetos, se encuentran numerosas figuras funerarias, los shabti, 1277 en su pirámide de Nuri, los cuales se conservan en el Brooklyn Museum. Son más pequeños pero más numerosos que los de su abuelo, Taharqo.
En la estatua de Senkamanisken las tendencias estilísticas de la era precedente, que combinaban la influencia egipcia con una tradición puramente nubia, salen a la luz muy mejoradas. Las piernas y los pies son más masivos y grandes que en obras de períodos anteriores con lo que se tornan más convincentes. Los brazos acaban en puños y se acentúa la musculatura como formas de reflejar su poder. La cabeza descansa sobre un cuello corto, mientras que los rasgos faciales negroides de la dinastía son evidentes. El doble uraeus en la frente se conserva. 
Un gorro kushita se ajusta estrechamente al cráneo redondo. Alrededor del cuello cuelga la cuerda con cabezas de carnero. La estatua llevaba diversas joyas (brazaletes sobre los brazos, muñecas, y tobillos), correas en las sandalias, la falda real, y el gorro.

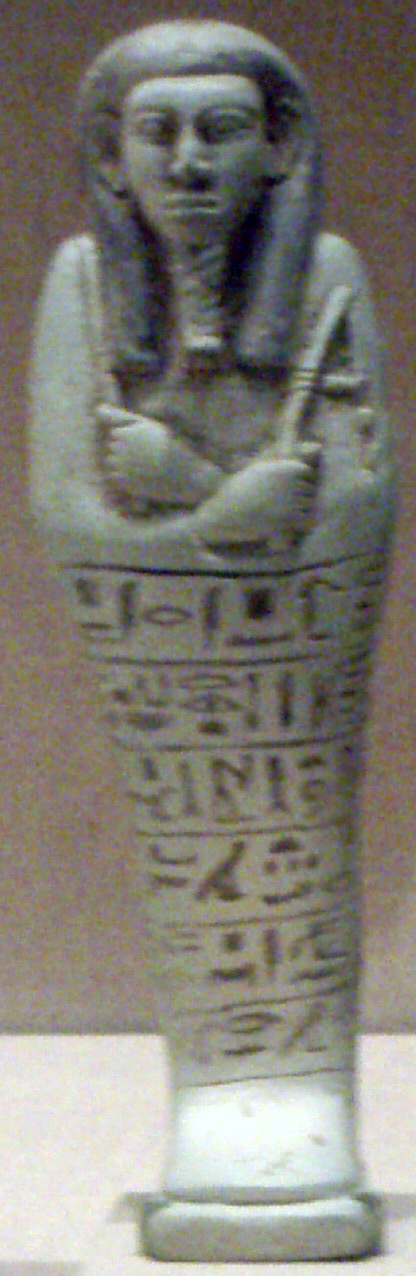
Shabti (Brooklin Museum)
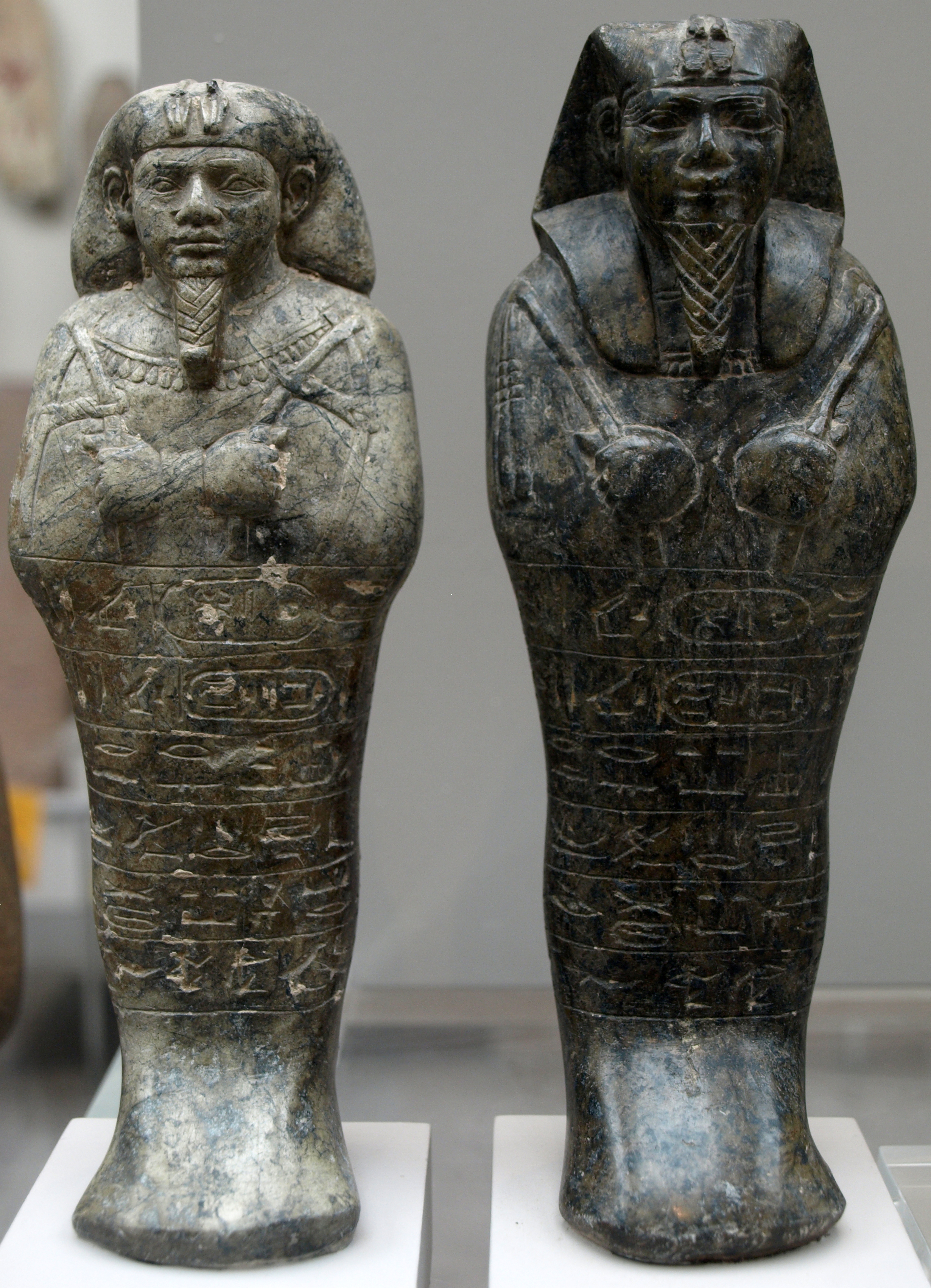
Shabti (British Museum)
Mapa de Napata